# فابیانو مدینا دا سیلوا
فابیانو مدینا دا سیلوا بازیکن فوتبال اهل برزیل است 